# New Bolingbroke
New Bolingbroke – wieś w Anglii, w hrabstwie Lincolnshire. Leży 36 km na południowy wschód od Lincoln i 177 km na północ od Londynu.